# Демография Средних веков
Демография Средних веков — изменения численности человеческой популяции в Европе в Средние века. Приблизительно демографические тенденции Поздней Античности и в течение Средних веков могут быть описаны следующим образом:
- 1—550: уменьшение населения (с 65 до 26 млн человек) — Эпидемия оспы, общий упадок сельского хозяйства, рурализация (Рим I в ~ 1 млн ч.; Рим VI в ~ 12 тыс. ч.) Средиземноморья
- 550—1000: уровень населения ниже I в н. э. (от 26 до 64 млн человек)
- 1000—1340: резкий рост численности населения (за исключением периодов; Вторжения татаро-монголов, Великого голода) с 64 до 187 млн человек
- 1340—1350: резкое уменьшение численности населения (с 187 до 130 млн человек)
- 1350—1470: стабильно низкий рост уровня численности населения (с 130 до 184 млн человек, изгнание мавров из Испании и Португалии более 275 тысяч человек)
- 1470 и далее: медленное увеличение, ускорившееся в XVII веке (во многих городах Зарубежной Европы фертильность ниже естественного воспроизводства населения, также и в сельской местности Средиземноморья)

## Естественное движение, рождаемость и смертность
По некоторым данным, до XIX века средняя продолжительность жизни в мире составляла примерно 30 лет — и в начале нашей эры, и в конце XVIII века, на каждую женщину приходилось 5—7 рождений, в обычное время рождаемость на 0,5—1 % превосходила смертность и тем самым обеспечивала рост населения, но во время войн и эпидемий население резко сокращалось.
Для периода 1000—1150 годов не сохранилось никаких данных о рождаемости, смертности и естественном приросте/убыли населения. До 1500 года, по данным Урланиса, средняя рождаемость в феодальной Европе составляла 42—43 рождений на тысячу населения в год, естественный прирост 1 на тысячу населения в год, а смертность 41—42 смертей на тысячу населения в год. Для сравнения в начале XIX века средняя смертность в Европе составляла 32 смертей на тысячу человек в год. Возрастная структура населения имела свои особенности: в Швеции в 1751—1775 годах население в возрасте от 15 до 50 лет составляло 49,7 % и женщин 26,4 %, по переписи 1710 года в Киевской губернии население в возрасте от 15 до 50 лет составляла 46 % и женщин 23 %, в Сибирское губернии 23,6 % женщин; исходя из этих цифр Борис Урланис делает вывод, что в XI—XV веках доля женщин от 15 до 50 лет в населении составляла около 24 % (в XIX веке 25 %).
По другим данным среднее соотношение рождаемости и смертности в средневековой Европе составляла в обычное время 4,2 : 3,6 (на 100 человек), а в период демографического упадка — 0,9 : 4,1. На русском севере (по данным могильников X—XIII веков) на 1 женщину приходилось 1,66 — 2,6 ребёнка. Довольно широко распространена была бездетность: например, в X—XI вв. во Франции до 20 % крестьянских семей были бездетными.
Среди семей горожан при высокой рождаемости в живых оставалось не больше 2-3 детей. В большинстве же семей во младенческом и детском возрасте выживало 1—2 ребёнка. В Арле в 1340—1440 годах среднее число детей в семье было не больше двух, а с конца XIV века число детей в семье начало уменьшаться. В Тулузе в первой половине XV века в среднем на каждого завещателя приходилось ко времени его смерти от двух до трех живых детей. В Нюрнберге в середине XV века в одной семье вырастало в среднем менее двух детей — 1,64; во Фрейбурге — 1,74, в Ипре — 2.
С Х по XVIII век средняя продолжительность жизни в Китае достигала 27—30 лет, в Индии и на Ближнем Востоке — 20—25 лет; и на Ближнем Востоке (в досельджукскую и домонгольскую эпоху) — более 35 лет.

## Поздняя Античность
В Поздней Античности римская цивилизация клонилась к закату, обнаруживая многие кризисные тенденции, среди которых было и снижение численности населения. В V веке численность населения пережила резкий спад и начала восстанавливаться с VII века. Некоторые исследователи связали этот демографический переход с Климатическим пессимумом, когда уменьшение глобальных температур нарушало сельскохозяйственное производство.

## Раннее Средневековье
В раннем Средневековье видна продолжающееся деурбанизация и относительно небольшой рост населения вследствие политической нестабильности, связанной с экспансией викингов на севере, арабов — на юге, славян и мадьяр — на востоке.
Оценки общего населения Европы спекулятивны, но считают, что во времена Карла Великого оно составляло от 25 до 30 миллионов человек, причём более половины жило в государстве Каролингов, которая занимала территорию современных Франции, Нидерландов, Западной Германии, Австрии, Словении, Северной Италии и часть Северной Испании. Некоторые средневековые поселения были относительно большими сельскохозяйственными центрами с обширными незаселёнными землями между ними.

## Высокое Средневековье
В XI веке обрабатываемые земли занимают всё большие площади, ввиду изменения климата в период с 950 по 1250 годы. В течение Высокого Средневековья многие леса и топи были расчищены и окультурены. В то же время в течение «натиска на восток» германцы селились к востоку от рек Эльба и Зале, в регионе, прежде лишь малонаселённом полабскими славянами. Крестоносцы расширяли свои государства, у мавров была отвоевана часть Иберийского полуострова, викинги колонизовали южную Италию. Эти передвижения и завоевания — части большой картины миграции и увеличения населения, происходящих в это время.
Причины роста населения и колонизации следующие:
 — улучшившийся климат (Средневековый теплый период), который допускал более продолжительную и продуктивную сельскохозяйственную деятельность в течение сезона;
 — улучшившаяся агротехника, включая более совершенные плуги и лошадиные хомута, позволяла обработать больше земли;
 — реформы в церкви позволили упрочить социальную стабильность;
 — крепостное право, которое привязывало крестьян к земле, начало слабеть с развитием товарной экономики. Земли были богаты, но рабочая сила для их обработки была скудна, лорды, которые владели землями, нашли новые пути привлечь и удержать рабочую силу. Начали возникать городские центры, которые привлекали крепостных обещанием личной свободы. Были заселены новые регионы, как вне, так и внутри Западной Европы, население естественно увеличивалось.
Население Англии, составлявшее в 1086 году порядка 1 миллиона человек, возросло, по оценкам, до величины от 5 до 7 миллионов человек. Франция (которая в географическом смысле была меньше современной) в 1328 году имела население от 18 до 20 миллионов человек, число не достигнутое снова вплоть до раннего Нового времени. Тоскана имела в 1300 году население порядка 2 миллионов человек: такой численности она снова достигла только к 1850 году. Общее население Средневековой Европы, как полагают[кто?], в первой половине XIV века достигло средневекового пика — около 187 миллионов человек, что впоследствии, возможно, позволило совершить качественный скачок в развитии («количественное стремится перерасти в более качественное»).

## Позднее Средневековье
К XIV веку границы поселенческого окультуривания прекратили расширяться, положив конец внутренней колонизации, но численность населения по-прежнему оставалась высокой. Затем цепь событий привела к резкому сокращению населения. Так, за 2 года Великого голода (1315—1317) умерло от 10 до 25 % одного лишь городского населения. В 1346—1353 годах пандемии чумы («Чёрная смерть») сократила население Европы на треть. В меньших масштабах, пандемия повторилась в 1361 году («Вторая чума»), в 1369 году («Третья чума») и ещё несколько раз позже, в течение многочисленных возвращений бубонной чумы. На этот же период пришлись кризис позднего Средневековья в Священной Римской империи (XII—XV века), Столетняя война Англии и Франции (1337—1453), Война Алой и Белой розы (1455—1485), три гражданские войны в Великом княжестве Литовском и многие другие военные конфликты, которые также сыграли свою роль в уменьшении населения Европы. Особенно тяжёлые потери наблюдались в период с 1346 по 1420 годы. Так, в Германии в эти годы количество прописанных обитателей снизилось на 40 %. В течение этого же периода Прованс потерял до 50 % своего населения, а некоторые регионы Тосканы до 70 %.
Историки спорят о причинах такой высокой смертности. Существуют проблемы с устоявшейся теорией о том, что такие потери обусловлены только заразными болезнями (смотри дальнейшую дискуссию в статье Чёрная смерть) и таким образом историки рассматривают другие социальные факторы:
- Классическая Мальтузианская теория выдвигает точку зрения, что Европа была перенаселена: даже в хорошие времена она вряд ли могла прокормить всё своё население. Зерновое отношение в XIV веке было между 2:1 и 7:1 (2:1 означает, что на каждое посеянное зерно было собрано 2 зерна урожая. Современное зерновое отношение 30:1 и более). Недоедание развилось постепенно за десятилетия, снижая сопротивляемость болезням; конкуренция за ресурсы привела к войнам; затем в конце концов зерновое отношение упало вследствие наступившего Малого Ледникового периода.
- Марксистская альтернатива состоит в том, что к 1250 году увеличившееся население вызвало усиление конкуренции за земли и большой дисбаланс между землевладельцами и крестьянами. Таким образом, заработная плата упала, увеличив ренту, далее перераспределяя богатство к более богатым собственникам от бедных фермеров-арендаторов. Экономические условия бедных предотвратили дальнейший рост населения и увеличили смертность от эпидемий. Как только численность населения уменьшилась, заработная плата возросла, как и мобильность населения и перераспределение богатства. Землевладельцы пытались сопротивляться переменам заморозив заработную плату и контролируя цены. Эта борьба была частично ответственна за продолжающееся народные перевороты в течение всего периода.
- Ротбард в своей «Истории экономических размышлений» приводит доводы, что подъём абсолютизма ослабил конкурирующие центры силы, особенно церковь и феодальные власти. Результирующее ослабление прав собственности уменьшило стимулы сохранять уровень запаса капитала, требуемого для поддержания численности населения. Таким образом централизация силы, приведшая к ослаблению прав собственности была болезнью, симптомами которой стали такие события, как «Чёрная смерть», произошедшая вследствие уменьшения трат на социальную инфраструктуру.

Вне зависимости от причин, численность населения продолжала падать, оставаясь низкой и в XVI веке.